# Anne Comnène
Anne Comnène (en grec : Άννα Κομνηνή, parfois transcrit Comnena ou Komnene) est une historienne et princesse byzantine (1er ou 2 décembre 1083 à Constantinople - v. 1153), premier enfant de l’empereur Alexis Ier (1058-1118) et de l’impératrice Irène Doukas (ou, selon l'usage grec, « Doukaina »). Dans le but de rapprocher les deux familles, elle fut fiancée peu après sa naissance à Constantin Doukas, fils que Marie d'Alanie avait eu de Michel VII.
Elle crut pouvoir succéder à son père grâce au droit d’aînesse, ou du moins devenir impératrice à titre de fiancée de Constantin, puis d’épouse de Nicéphore Bryenne. Toutefois, la naissance en 1087 d’un héritier mâle, Jean, mit fin à ses espoirs ; ce dernier fut officiellement désigné en 1092 pour succéder à son père. Dès la mort d’Alexis en 1118 et dans les mois qui suivirent, Anne, poussée par sa mère, tenta de déposer Jean, ce qui lui valut d’être reléguée au couvent de Kecharitomene où elle se consacra à l’étude de l’histoire et de la philosophie. C’est là que, reprenant le récit commencé par son époux Nicéphore Bryenne, elle écrivit l’Alexiade, long poème épique en 15 livres s'inspirant de l'Illiade d'Homère ainsi que de l'Heraclias de Georges de Pisidie et rapportant les exploits de son père qu’elle adulait. Ce livre demeure l’une des principales sources d’information sur l’histoire politique de Byzance de la fin du XIe au début du XIIe siècle et permet de comparer les points de vue occidentaux et orientaux sur la première croisade.

## Contexte historique

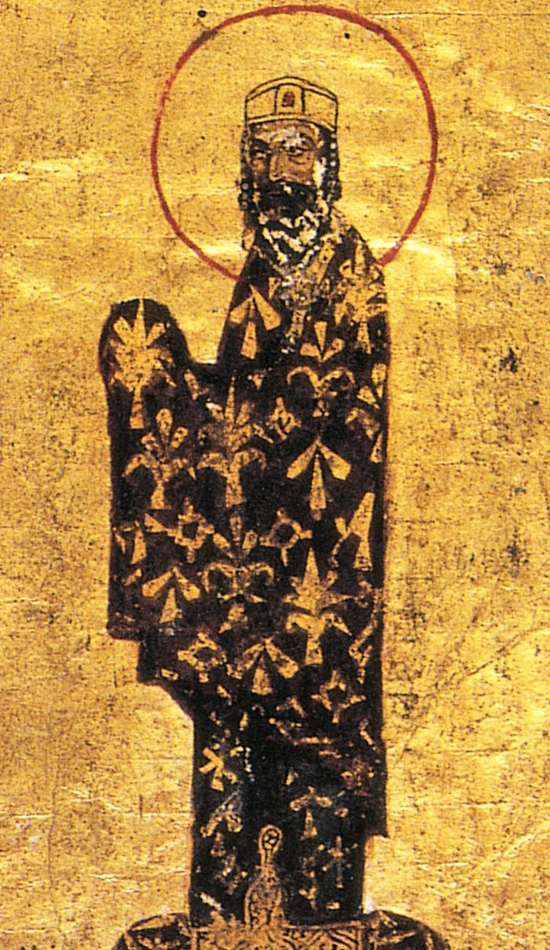
Alexis Ier Comnène, père d'Anne Comnène.

Lorsque naquit Anne Comnène, (le 1er ou le 2 décembre 1083 selon les auteurs), son père Alexis Comnène avait vingt-six ans et sa mère, Irène Doukaina, dix-sept. À l’instar de son oncle, Isaac Ier Comnène (1057-1059), Alexis était arrivé au pouvoir grâce à un coup d’État. Les années qui avaient précédé son avènement avaient été marquées, à l’intérieur par une succession de guerres civiles opposant le gouvernement des fonctionnaires du Palais auquel était associée la famille Doukas à la noblesse militaire de province dont était issue la famille Comnène. À l’extérieur l’empire se désagrégeait : les Hongrois avaient passé le Danube, les Turcs seldjoukides et les Petchenègues s’emparaient des provinces d’Asie et les Normands avaient envahi l’Italie,.
Pendant un siècle, Alexis Comnène d’abord, ses deux successeurs ensuite, tentèrent de renverser cette situation. En quatorze ans, Alexis parvint à mettre fin au désordre résultant des guerres civiles en s’entourant des membres de sa famille pour lesquels il réforma le système hiérarchique, créant des titres qui, pour splendides qu’ils aient été (sébastocrate, panhypersébaste, etc.), ne grevaient pas le budget de l’État très mal en point, et en s’appuyant sur des conseillers de rang modeste parmi lesquels bon nombre de Francs dont l’influence commençait à se faire sentir dans l’empire,,.
La famille impériale comptait à l’époque plusieurs femmes qui jouèrent un rôle politique décisif pendant le règne d’Alexis et fortifièrent Anne Comnène dans la certitude qu’elle avait un droit inaliénable au trône.
La plus importante d’entre elles fut Anne Dalassène. Surnommée « la mère des Comnènes », elle orchestra la venue au pouvoir de sa famille dans la deuxième moitié du XIe siècle. Épouse de Jean Comnène, frère de l’empereur Isaac Ier Comnène, elle tenta dans un premier temps de persuader son époux de s’emparer du trône, ce à quoi ce dernier se refusa. Elle ne cessa par la suite d’intriguer jusqu’à ce que son troisième fils, Alexis, montât sur le trône. L’empereur manifesta par la suite une totale confiance en sa mère ; ainsi, lorsqu’il dut quitter Constantinople pour combattre les Normands quelques mois après son avènement, c’est à elle et non au sénat ou au patriarche qu’il confia le gouvernement de l’empire, lui donnant une autorité absolue, similaire en tous points à la sienne,. C’est probablement en la regardant agir que naitra chez Anne Comnène la volonté de devenir impératrice à son tour : « Ma grand-mère était si perspicace en affaires et si habile à diriger l’État et à y mettre toutes choses en ordre, qu’elle pouvait non seulement diriger l’empire des Romains, mais tout autre qui existe sous le soleil. Femme d’une vaste expérience, elle connaissait la nature de la plupart des choses, comment celles-ci naissaient et vers quoi elles se dirigeaient, quelles étaient celles qui pouvaient conduire à la destruction des choses et celles qui, au contraire, pouvaient les fortifier. Elle savait distinguer ce qui était important et comment s’y prendre pour parvenir au but désiré. Et non seulement possédait-elle des qualités intellectuelles remarquables, mais sa faculté de persuasion correspondait à celles-ci, car elle était une oratrice convaincante, qui, sans s’éterniser sur un sujet, savait en exposer les grandes lignes clairement et les conduire à leur conclusion logique ».
La deuxième de ces femmes fut l’épouse d’Alexis et mère d’Anne Comnène, l’impératrice Irène Doukas. D’un naturel réservé, toujours quelque peu timide lorsqu’elle devait paraitre en public, c’était toutefois une grande intellectuelle, éprise de philosophie qui tenait salon littéraire. C’est elle qui donna à Nicéphore Bryenne l’ordre d’écrire la biographie d’Alexis qu’Anne Comnène devait compléter par la suite,. Bien que son union avec Alexis ne semble avoir été qu’un expédient politique au début, et qu’Alexis sous l’influence d’Anne Dalassène eût voulu la renvoyer pour épouser Marie d’Alanie (elle ne fut couronnée qu’une semaine après son époux contrairement à la coutume, et seulement sous d’intenses pressions de la famille Doukas),,, un grand attachement semble s’être instauré par la suite entre les époux. C’est du moins ce qu’affirme Anne Comnène qui voit dans cette affection la raison pour laquelle Irène accompagnait Alexis dans ses campagnes militaires; il n’est pas impossible non plus qu’Alexis n’ait pas eu une confiance absolue en son épouse et ait hésité à la laisser seule à Constantinople au vu des complots qui furent ourdis contre lui. L’historien Zonaras, contemporain de ces faits, confirme du reste le pouvoir que détenait Irène, affirmant qu’après qu’Alexis fut tombé malade l’impératrice était de fait celle qui dirigeait l’empire dont le gouvernement devait lui revenir après le décès de son époux.
Une troisième femme devait servir de modèle à Anne Comnène : Marie d’Alanie. D’abord mariée à l’empereur Michel VII Doukas (1071-1078), elle eut un fils, Constantin Doukas, héritier légitime du trône qui sera fiancé à Anne Comnène. Elle se remaria après la déposition de Michel VII à son successeur, Nicéphore III Botaniates (1078-1081). Après la déchéance de ce dernier, elle favorisa l’ascension du jeune Alexis qu’elle adopta pour en faire le frère et le protecteur de Constantin. Ayant obtenu que Constantin soit associé au trône, elle quitta le palais pour s’installer au couvent de Manganes où elle tint une cour brillante. On lui confia l’éducation de la jeune Anne Comnène, fiancée à son fils, lorsque celle-ci eut huit ans. Constantin sera toutefois dépouillé de ses droits lors de la naissance de Jean II Comnène, premier garçon d’Alexis. Ayant probablement participé au complot de Nicéphore Diogène contre Alexis afin de maintenir les droits de son fils, Marie d’Alanie tomba en disgrâce en 1094 et fut reléguée au couvent de Prinkipô,,.

## Biographie

### Enfance et éducation
Anne Comnène fait elle-même le récit de sa naissance et de ses premières années au livre VI, chap. 8 de l’Alexiade.
L’amour d’Anne pour ses deux parents se manifesta dès avant sa naissance. L’impératrice Irène devait accoucher alors que l’empereur revenait, victorieux, de sa guerre contre les Normands de Robert Guiscard. Trois jours avant la naissance, sa mère fit le signe de croix sur son ventre et exigea de l’enfant à naitre qu’elle attendît l’arrivée de son père pour venir au monde, ce qu’elle fit « avec une parfaite obéissance, présage de celle que je devais rendre à mes parents lorsque, dans la suite des ans, j’en serais rendue capable».
Elle y décrit également ce qui l’incitera par la suite à croire qu’elle était en droit de succéder à son père. Née dans l’appartement où les impératrices avaient leurs couches et donc princesse porphyrogénète, elle reçut quelques jours plus tard « une couronne et un diadème » (NDLR : le diadème était une composante du costume impérial) et il fut arrêté que son nom suivrait immédiatement celui de Constantin, coempereur, dans les acclamations publiques.
Peu après sa naissance, elle fut fiancée à ce même Constantin Doukas. Né vers 1074 et par conséquent âgé de neuf ans de plus qu’Anne Comnène, celui-ci avait été associé au trône par son père, Michel VII, avant d’être relégué dans un monastère lors de la prise du pouvoir par Nicéphore III. Alexis, lui redonna la fonction de coempereur après avoir renversé Nicéphore III en 1081. Cette union des familles Comnène et Doukas, pouvait donner à Anne l’espoir d’être elle-même impératrice plus tard, espoir manifestement encouragé par sa mère et la famille de celle-ci,.
Dans le même chapitre, Anne note la naissance d’une seconde fille (Marie), puis en 1088 d’un garçon, ardemment souhaité par le couple impérial. Fait significatif toutefois, elle reconnaît que, si elle-même était associée au coempereur (Constantin), les parents souhaitaient « élever le garçon (Jean) au rang d’empereur, lui laissant en héritage l’empire des Romains » et qu’à cette fin, ils le firent baptiser et couronner dans la grande église du Seigneur (Sainte-Sophie).
Comme il était courant dans de telles unions, Anne partit vivre vers l’âge de huit ans dans la famille de son fiancé. Cette courte période semble avoir été particulièrement heureuse. Elle décrit son fiancé comme un demi-dieu : « Le jeune homme avait la beauté d’une ‘statue vivante’, un ‘chef-d’œuvre’ pourrait-on dire sorti directement des mains de Dieu. Aux yeux de tous ceux qui l’approchaient, il était d’une beauté telle qu’il semblait appartenir à cet Âge d’or inventé par les Grecs. Une grande amitié semble avoir lié Anne à l’impératrice douairière Marie d’Alanie : « Je fus éduquée par la reine qui se prit d’affection pour moi de telle sorte qu’elle me confiait tous ses secrets. Comme son fils, Marie était d’une incroyable beauté : « Elle avait la taille élancée d’un cyprès; sa peau avait la blancheur de la neige et si sa figure n’était pas parfaitement ronde, sa peau était celle d’une fleur de printemps ou d’une rose. Et quel mortel pourrait décrire l’éclat de ses yeux ? […] Nombreux sont les peintres qui ont réussi à reproduire les couleurs qu’apportent les saisons aux fleurs, mais la beauté de cette reine, l’éclat de sa grâce, le charme et la douceur de ses manières surpassaient toute description et tout art.
En 1092, Alexis associa son fils Jean au trône, privant Constantin Doukas de sa dignité de coempereur et forçant l’impératrice Marie d’Alanie à entrer au couvent,. Le parti des Comnènes l’emportait sur celui des Doukas. Deux ans plus tard, Constantin mourait et Anne retournait vivre dans sa propre famille.
C’est probablement à ce moment que se développa en elle un gout prononcé pour l’étude. Elle nous explique dans la préface de l’Alexiade qu’après avoir maitrisé les quatre divisions des sciences (c’est-à-dire l’astronomie, la géométrie, l’arithmétique et la théorie musicale) elle se mit à la philosophie et à l’histoire, scrutant les œuvres d’Aristote et les dialogues de Platon, et s’adonna ensuite à la lecture des poètes pour former son style. Si l’on en juge par la description qu’elle fait de la maladie de son père au Livre XV ainsi que le diagnostic qu’elle établit, elle dut aussi étudier la médecine,.
À une époque où l’éducation des femmes commençait à être beaucoup plus poussée que par le passé, ses parents tinrent à lui faire donner une bonne éducation, tout en jugeant peu convenable qu’elle aille trop avant dans l’étude de la poésie ou des auteurs païens comme Aristote qui, par leur polythéisme ou leur liberté de mœurs, ne figuraient pas au palmarès des études chrétiennes; Anne engagea alors Michel d'Éphèse, reconnu comme un spécialiste en la matière. Le résultat de ces études se constate dans l’Alexiade où on note de nombreuses citations d’Homère, de même que des allusions à l’histoire d’Athènes et de Sparte (voir par exemple la préface, chap. 2, 2e paragraphe ou le chap. 4 où elle cite Euripide.).
À l’âge de quatorze ans, elle épousa Nicéphore Bryenne dont elle eut quatre enfants. Bryenne venait d’une famille militaire; son père avait été gouverneur du thème de Dyrrhachium. Nicéphore, son fils, homme cultivé, d’un physique agréable, plut à Alexis qui lui donna la main de sa fille et l’éleva à la dignité de césar et de panhypersebastos. Bien qu’il se soit agi d’une union politique, un véritable amour s’instaura dans le couple et Anne trace des portraits non seulement élogieux, mais aussi affectueux de celui qu’elle appelle couramment dans l’Alexiade, « mon César » : « Mon époux légitime était le César Nicéphore, un descendant de la famille des Bryenne, homme qui dépassait de loin ses contemporains par sa beauté, son intelligence supérieure et son discours précis. Le regarder ou l’entendre s’avérait un ravissement. À la demande de l’impératrice Irène, Nicéphore Bryenne commença la rédaction des actes d’Alexis, débutant avec le règne de Romain IV Diogène et se rendant jusqu’à Nicéphore III Botaniatès.

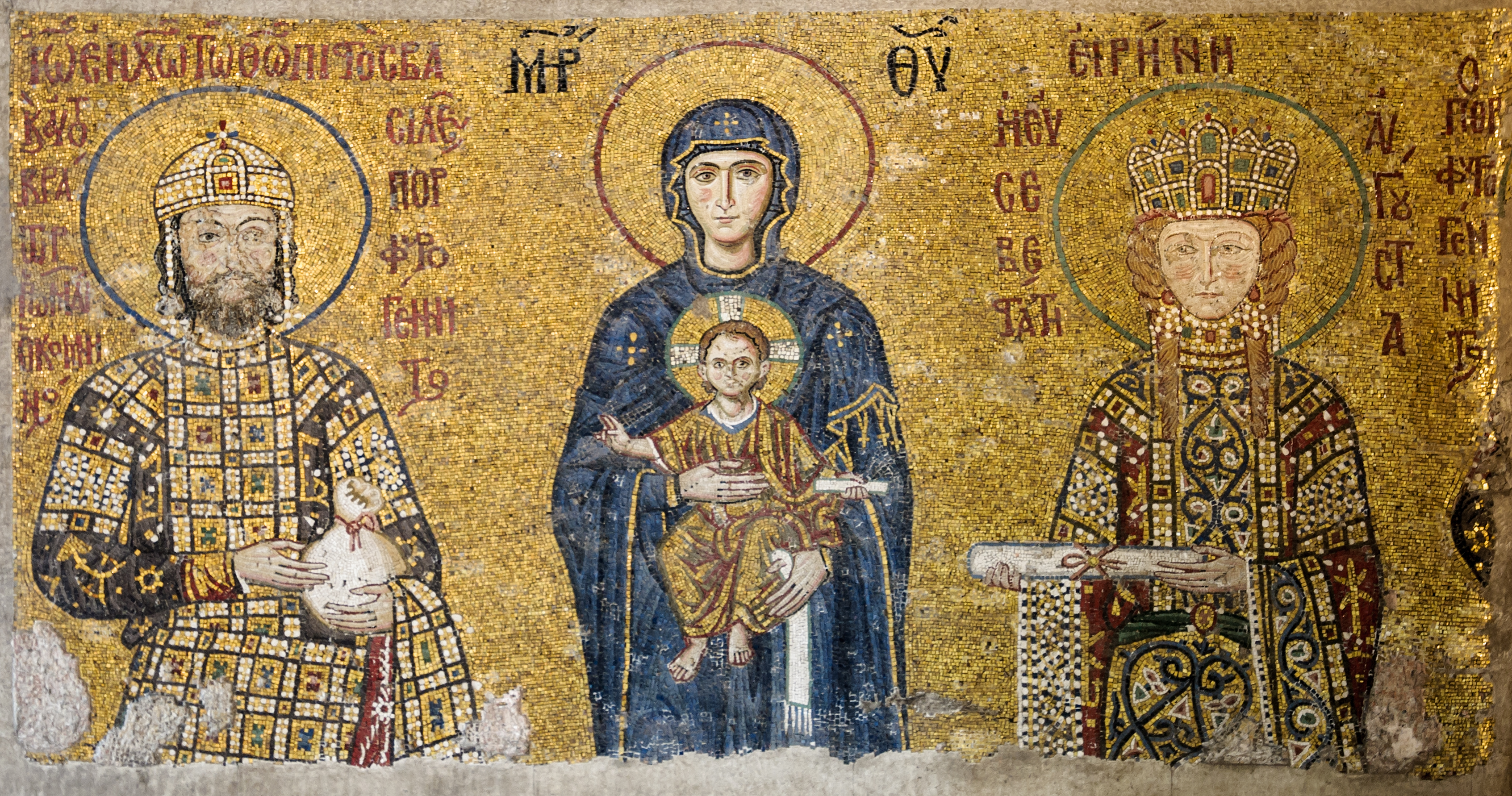
Ce fut finalement Jean II Comnène que l'on voit ici avec son épouse Irène de Hongrie qui succédera à Alexis Ier. Mosaïque de la cathédrale de la Sainte-Sagesse de Constantinople.

### Tentative d’usurpation et vie monastique
Anne Comnène croyait-elle vraiment que son droit d’ainesse lui permettrait de devenir impératrice comme l’avaient été Irène (797-802), Zoé Porphyrogénète (1028-1050) ou même Théodora Porphyrogénète (1055-1056) avant elle ? La chose est possible, mais l’allusion qu’elle fait à la naissance de son frère Jean et au fait que ses parents désiraient voir celui-ci succéder à son père laisse penser qu’elle espérait plutôt régner en tant qu’épouse d’un empereur qu’elle saurait dominer comme cela avait été le cas sous le régime des princes-époux de la fin de la dynastie macédonienne.
Il est intéressant de noter cependant qu’au livre XIV, elle ne fait même pas mention de son frère alors qu’elle donne le titre d’empereur à son époux, marque d’affection peut-être, mais contraire à la vérité historique :

« Mais je me plains maintenant sur mes propres malheurs et déplore la mort de trois empereurs : l’empereur, mon père; l’impératrice, ma mère et, hélas !, mon propre époux et césar. »

En effet, Irène Doukas exerça de nombreuses pressions sur Alexis pour que celui-ci déshérite Jean en faveur de Nicéphore Bryenne et d’Anne. Que ce soit par sens du devoir (Bryenne restera toujours fidèle à Jean II qu’il accompagnera au combat) ou simple calcul politique (estimant n’avoir aucune chance de l’emporter sur un fils légitime), Nicéphore refusa de se joindre à la conspiration sans toutefois la dénoncer. La situation demeura confuse jusqu’à la mort d’Alexis en 1118. Anne Comnène nous présente l’image de l’ensemble de la famille réunie autour du souverain moribond, se bornant à dire que « le successeur de l’empereur s’était absenté discrètement vers les appartements qui lui étaient assignés d’où il s’était hâté de se rendre au grand palais. Zonaras continue le récit en disant qu’après avoir reçu ou pris de force l’anneau sigillaire de son père, Jean se rendit immédiatement à Sainte-Sophie après avoir obtenu l’appui de la garde Varègue pour s’y faire couronner et être acclamé par une partie des sénateurs, des généraux et de la population. Désireux de ne pas perdre le contrôle du grand palais, il n’assista même pas aux obsèques de son père,.
Ce premier échec n’empêcha pas Anne de continuer à vouloir s’emparer du trône en organisant un complot contre la vie de son frère en 1119. Lorsque celui-ci fut découvert, Jean se borna à confisquer les biens des conjurés et relégua sa sœur au couvent de la Vierge-Pleine-de-Grâce (Kecharitomenè), fondé par Irène Doukas qui vint l’y rejoindre. Cette dernière mourut en 1127, suivie dix ans plus tard de Nicéphore Bryenne tombé malade pendant la campagne de Jean II en Syrie. C’est alors qu’Anne Comnène, âgée de cinquante-quatre ans, commença la rédaction de l'Alexiade.
On sait peu de choses sur le reste de sa vie. Elle nous dit toutefois qu’elle avait colligé le matériel servant à l'Alexiade « sous le troisième de ceux qui ont tenu le sceptre de l’empire après mon père », en d’autres termes que le gros de l’œuvre fut rédigé après l’accession au trône de Manuel Ier en 1143 et qu’elle travaillait encore sur le texte en 1148. L’année de sa mort (1153 ou 1154) est elle-même incertaine.

## L’Alexiade
Le titre Alexiade évoque Homère et Iliade. Dans le style historique de l’époque qui mettait moins l’accent sur les évènements que sur les grandes figures et sur leur famille, le récit se veut une sorte d’épopée des Comnènes dont Alexis est le héros et elle-même la victime. Dans le livre XV, elle affirme que cette histoire est à la fois celle de son père et aussi la sienne puisque « elle s’est imposé une double tâche : d’une part de narrer les hauts faits qui marquèrent la vie de l’empereur et d’autre part de rédiger une complainte des évènements qui avaient déchiré son cœur».
L'Alexiade est ainsi une ode à cet homme d’une intelligence telle que « ni Platon ni l’ensemble de l’Académie ne saurait décrire adéquatement» et qu’elle va jusqu’à qualifier de « treizième apôtre ». En même temps, le fait d’être née dans la « chambre pourpre » et d’avoir eu un empereur et une impératrice pour parents n’ont pas rendu la princesse plus heureuse puisque « toute [sa] vie ne fut qu’une longue série de tempêtes et de révolutions. […] Pourtant le récit de ses malheurs s’il pouvait attirer la sympathie de tout être animé et même inanimé, ne changeait en rien le cours des choses, ni n’incitait les hommes à prendre les armes pour défendre sa cause ».
À plusieurs reprises dans le texte, Anne se défend de travestir l’histoire par piété filiale. Au contraire, elle atteste qu’une bonne partie des faits rapportés le sont grâce à sa propre mémoire, d’autres à celles de témoins oculaires se confiant sous le troisième successeur d’Alexis, donc à une période où ils n’avaient plus à craindre de s’exprimer en toute vérité.
Anne reprend le récit là où son époux l’avait laissé : à la fin du règne de l’empereur Nicéphore III Botaniatès, Bryenne avait esquissé un premier brouillon du règne d’Alexis, intitulé « Matériel pour une histoire » ou simplement « Histoire », brouillon qu’il avait rapporté à moitié terminé de la campagne qui l’avait mené de Syrie en Bithynie et de là à Constantinople, trop malade pour le terminer.
Des quinze livres qui composent l’ouvrage, les trois premiers visent à absoudre la famille des Comnènes d’avoir usurpé le pouvoir. Les livres IV à IX sont consacrés aux guerres contre les Normands, les Scythes, les Turcs et les Coumans. Le livre X rapporte la seconde bataille contre l’hérésie, termine la guerre contre les Coumans et commence le récit de la première croisade qui se poursuit au livre XI. Les livres XII et XIII reprennent l’invasion normande conduite cette fois par le fils de Robert Guiscard, Bohémond. Les deux derniers livres sont consacrés à diverses campagnes militaires, à la lutte contre les Manichéens et les Bogomiles et la création de l’orphelinat de Constantinople (lequel hébergeait non seulement les enfants orphelins, mais également les indigents et anciens militaires).
L’œuvre témoigne de la vision du monde qui était celle des Byzantins. L’empire avait mission d’assurer l’unité de l’œkoumène, ce que tenta de faire Alexis en combattant ceux qui avaient réussi à le fragmenter que ce soit les Turcs ou les Coumans à l’Est, les Normands à l’Ouest. En tant que représentant de Dieu sur terre, l’empereur ne devait pas seulement assurer l’unité politique de l’empire mais aussi son unité religieuse. C’est pourquoi, s’il devait lutter contre les infidèles, il avait également comme mission de ramener au sein de l’orthodoxie les hérétiques qui s’en étaient éloignés comme Jean Italus, Nilus, les Manichéens ou les Bogomiles. Le cas échéant, il doit même contraindre l’Église orthodoxe à sacrifier temporairement ses propres richesses pour le bien de l’empire comme n’hésita pas à le faire la famille impériale elle-même. Quant aux chrétiens d’Occident venus en croisade, Anne n’a que mépris pour leurs chefs comme Robert Guiscard et son fils Bohémond de Tarente dont le but était de détruire l’Empire byzantin alors qu’elle considère avec sympathie le petit peuple indiscipliné et peu instruit qui désire ardemment voir la délivrance du saint Sépulcre,.